# Synopeas salicicola
Synopeas salicicola är en stekelart som först beskrevs av Jean-Jacques Kieffer 1916.  Synopeas salicicola ingår i släktet Synopeas och familjen gallmyggesteklar. Inga underarter finns listade i Catalogue of Life.